# Claudia Doren
Claudia Doren (* 4. November 1931 als Edith Strasser in Neunkirchen (Saar); † 19. Februar 1987 in Köln) war eine deutsche Fernsehansagerin. Sie war Mitarbeiterin des WDR und mehr als 30 Jahre lang in der ARD zu sehen. 

## Leben
Doren legte nach der Mittleren Reife ein französisches Dolmetscher-Examen ab und absolvierte eine Schauspielausbildung. Vom 1. Oktober 1955 an führte sie im Saarländischen Rundfunk durch das regionale Fernsehprogramm. Zum 1. Juli 1956 wechselte sie zum NDR in Hamburg, wo sie überregionale Ansagen in der ARD übernahm. Am 1. Dezember 1957 begann ihr Dienst beim WDR in Köln, wo sie den überwiegenden Teil ihrer Laufbahn bestritt und zu einer der beliebtesten Ansagerinnen der frühen Bundesrepublik und zum Aushängeschild des WDR-Fernsehens wurde.
Von 1956 bis 1966 war Doren mit dem Komponisten Roland Kovac verheiratet. Ihre beiden Söhne (Alexander Kovac, * 30. Januar 1959, und Boris Kovac, * 27. April 1961) waren in kleineren Filmrollen im Fernsehen zu sehen. Doren selbst sagte vor allem im Abendprogramm der ARD an, während die WDR-Beiträge zum sich ausweitenden Nachmittagsprogramm von den 1960er Jahren an meist von der jüngeren WDR-Kollegin Sonja Kurowsky angesagt wurden. Doren, die den Komiker Marty Feldman verehrte, trat 1971 in der Rolle einer Ansagerin in der deutschen Produktion des britischen Monty-Python-Teams, Monty Python’s Fliegender Zirkus, auf. Zweimal, 1964 und 1965, verlas sie die deutsche Jury-Wertung beim Grand Prix Eurovision de la Chanson (Eurovision Song Contest). Markenzeichen Dorens waren ihre vielfältigen brünetten Perücken, die fast immer Bubikopflänge hatten, ihre freundliche damenhafte Präsenz und der warme Klang ihrer Stimme. In den 1970er und 1980er Jahren moderierte sie die Sendung Mosaik im Hörfunkprogramm WDR3.
Sie starb im Alter von 55 Jahren an den Folgen einer Krebserkrankung.